# Gyrodus

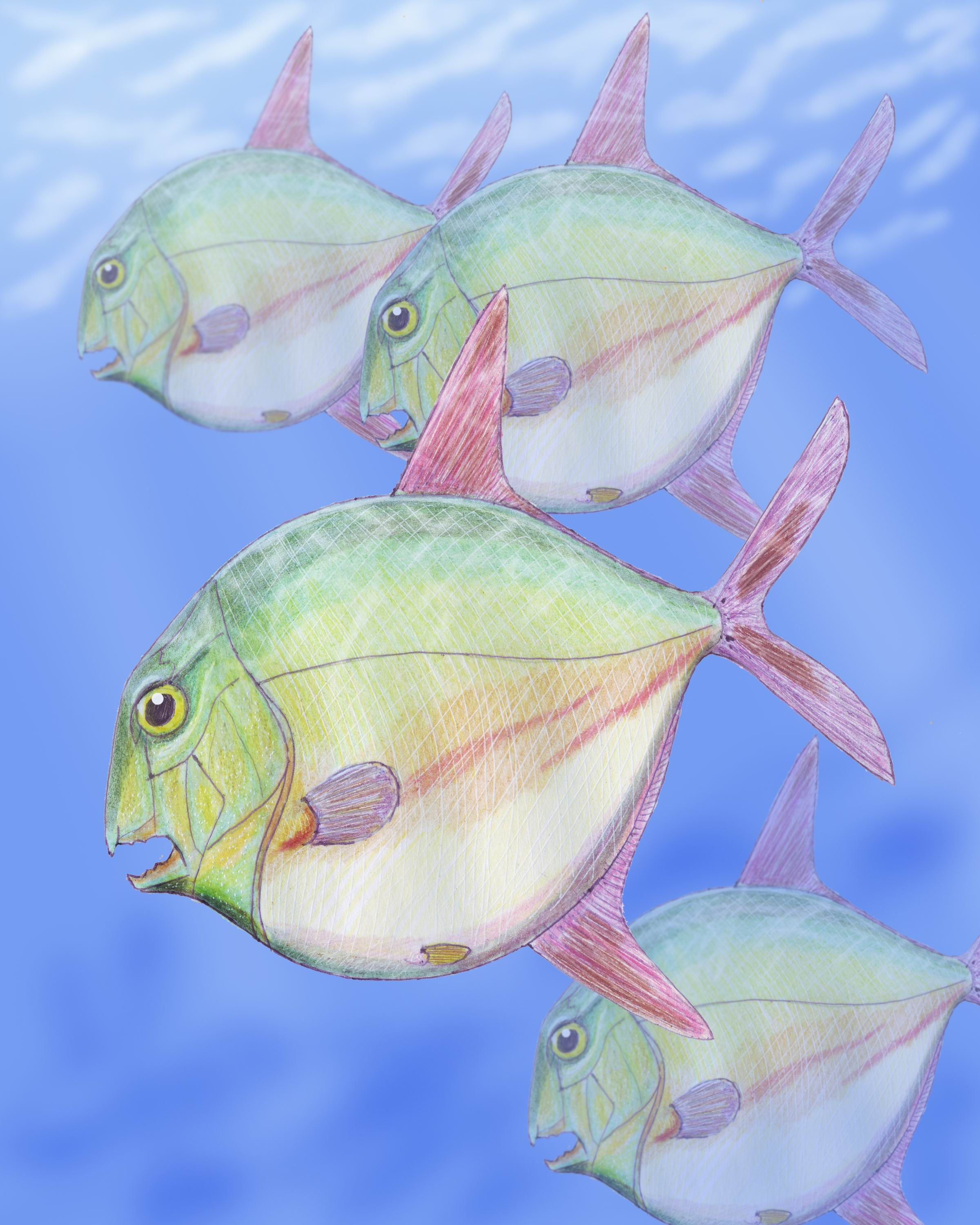
Gyrodus hexagonus

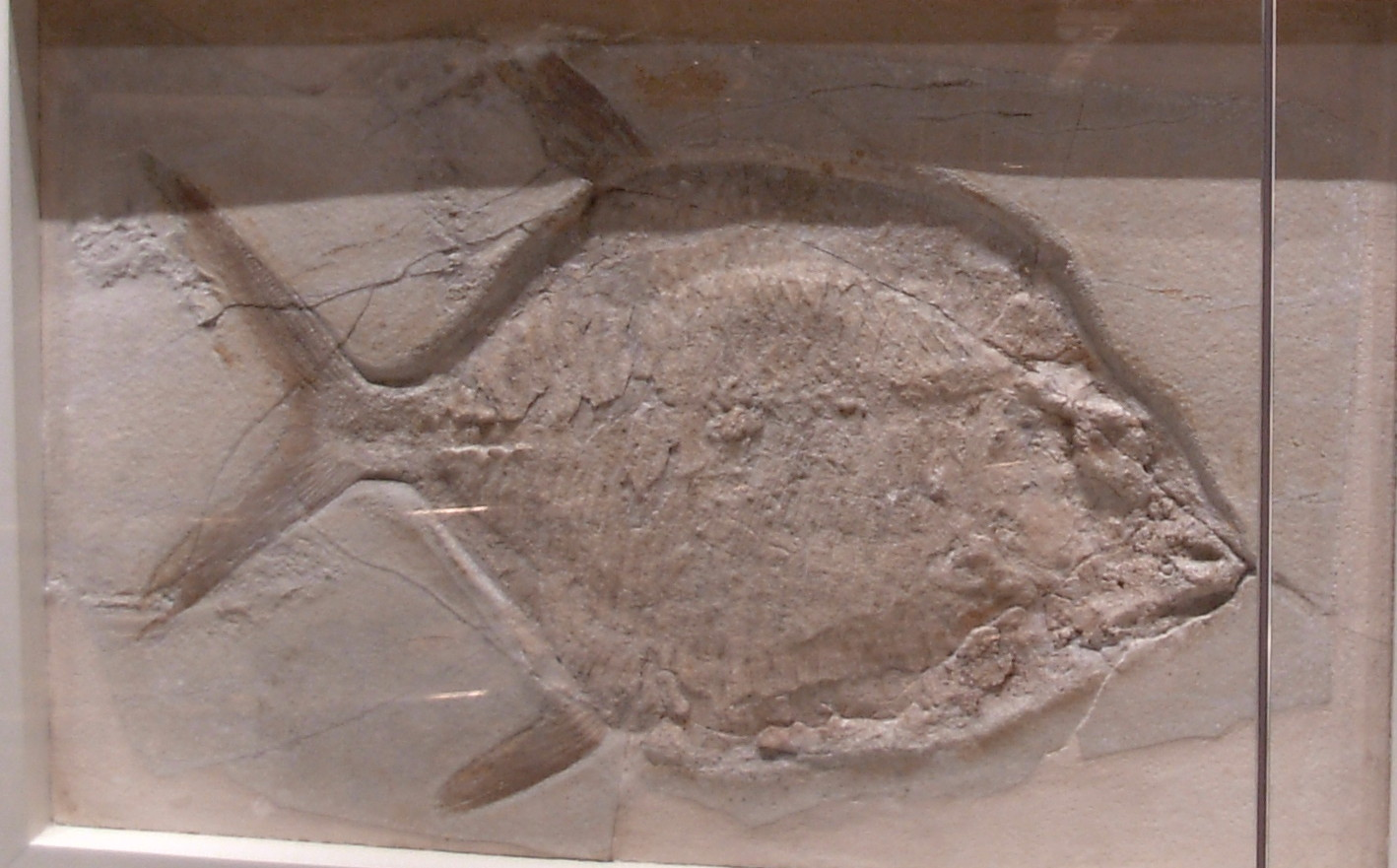
Gyrodus circularis

Gyrodus är ett utdött släkte av benfiskar som levde under jura- och kritaperioderna. 